# KIF15
KIF15‏ (Kinesin family member 15) هوَ بروتين يُشَفر بواسطة جين KIF15 في الإنسان.